# Один (Минесота)
Один (енгл. Odin) град је у америчкој савезној држави Минесота.

## Демографија
По попису из 2010. године број становника је 106, што је 19 (-15,2%) становника мање него 2000. године.
| Група             | 2000.        | 2010.      |
| Белци             | 125 (100,0%) | 99 (93,4%) |
| Афроамериканци    | 0 (0,0%)     | 0 (0,0%)   |
| Азијати           | 0 (0,0%)     | 4 (3,8%)   |
| Хиспаноамериканци | 0 (0,0%)     | 3 (2,8%)   |
| Укупно            | 125          | 106        |